# Alberto Felipe Baldrich
Alberto Felipe de Baldrich y de Veciana  (Valls, 17 de septiembre de 1786-Madrid, 26 de septiembre de 1864), marqués de Vallgornera y barón de Rourell, fue un político español.  

## Biografía
Nació en Valls, Tarragona, en 1786 en el seno de una familia de origen feudal y descendiente de los antiguos linajes de Vallgornera y de Riglós. Hizo la carrera militar en el arma de infantería. Participó en la guerra de la independencia y fue hecho prisionero y llevado a Francia, de donde regresó en 1814. Más adelante, en Madrid pasa por la sección de historia militar a la vez que es profesor de fortificación y artillería en la Academia de Infantería. De 1820 a 1823 fue agregado militar en la embajada española en París pasando después en comisión de servicio a Lieja y posteriormente a Hamburgo. Coronel en 1829, dejó la carrera militar en 1832. A partir de entonces se pasó a la política desempeñando los cargos de diputado a cortes por Barcelona y senador por Tarragona en 1837. En 1838 es nombrado  ministro de la Gobernación, bajo cuyo mandato se aprobó la primera caja de ahorros en su estatuto moderno de la historia, la Caja de Ahorros de Madrid. En 1843 es designado senador por Gerona. En 1845 fue nombrado rector honorario de la Universidad de Madrid y Vicepresidente de Gobernación del Consejo Real hasta 1854. En 1846 fue nombrado senador vitalicio y en 1848 fue creado presidente de la Junta Consultiva de la Moneda.
Desde 1838 desempeñó el cargo de Gentilhombre de Cámara de S.M. Casó en 1827 con doña Ramona Osorio Ibáñez de Leiva, marquesa de Torremejía, título que usó como político hasta que sucedió el suyo propio de Vallgornera. Enviudó y volvió a casar con María de la Concepción Ortiz de Sandoval y Arias de Saavedra, hija del conde de Mejorada, en 1840, sin tener descendencia. 
Falleció en Madrid el 26 de septiembre de 1864. Por carecer de sucesión, sus títulos y Estados pasaron a su sobrina María Antonia de Rubinat y de Baldrich casada con don Ignacio María de Balle y de Cornejo, extinguiéndose así la línea primogénita de Baldrich.

## Títulos y condecoraciones
- Caballero de la Orden de Malta.
- Caballero gran cruz de la Orden de Carlos III.
- Caballero gran cruz de la Orden de Isabel la Católica.
- Caballero gran cruz de la Orden de San Hermenegildo.
- Flor de Lis (Francia).
- Comendador de la Legión de Honor.
- Académico correspondiente de las Academias de Buenas Letras de Barcelona y Sevilla.

## Obra
- Historia de la Guerra de España contra Napoleón Bonaparte, escrita por una comisión de Jefes y Oficiales; Madrid 1818
- Pequeño Manual para el servicio y fortificación de campaña; Madrid 1823
- Reglamento y Catálogo de la Biblioteca del Senado; Madrid 1851